# Song for Our Daughter
Song for Our Daughter è il settimo album in studio della cantautrice britannica Laura Marling, pubblicato il 10 aprile 2020.

## Tracce
Testi e musiche di Laura Marling, eccetto dove indicato.
1. Alexandra – 3:19
2. Held Down – 4:07
3. Strange Girl – 3:21
4. Only the Strong – 3:20
5. Blow by Blow – 2:55
6. Song for Our Daughter – 4:06 (Marling, George Jephson)
7. Fortune – 3:55
8. The End of the Affair – 3:24 (Marling, Blake Mills)
9. Hope We Meet Again – 4:05
10. For You – 3:57